# Recuerdos de la Alhambra
Recuerdos de la Alhambra (Wspomnienia z Alhambry) – najsłynniejszy utwór hiszpańskiego kompozytora i wirtuoza gitary klasycznej Francisco Tárrega skomponowany w 1896. Inspiracją do napisania utworu było wspomnienie wizyty Tarregi w Alhambrze dwa lata przed skomponowaniem utworu. Tytuł nawiązuje do ufortyfikowanego mauryjskiego pałacu wzniesionego na wzgórzu w mieście Grenada.
Utwór wykorzystuje wymagającą technikę gitarową tremolo, w której pojedyncza nuta melodii jest szybko i wielokrotnie powtarzana przez szarpnięcia struny kolejnymi z trzech środkowych palców co wywołuje iluzję, że słychać jeden długi ton. Tymczasem kciuk gra linię basu wyznaczając rytm. Technika ta wywołuje u słuchającego wrażenie, że słyszy grę dwóch instrumentów.
Wielu uznanych wirtuozów gitary klasycznej ma w swoim repertuarze ten wymagający utwór. Był wykonywany m.in. przez Andrés Segovia czy Narciso Yepes. Wokalne wersje tego gitarowego dzieła wykonują Nana Mouskouri i Sarah Brightman.
Wspomnienia z Alhambry zostały zaaranżowane przez Mike’a Oldfielda w utworze Etude (1984) i stały się częścią ścieżki dźwiękowej filmu Pola śmierci (The Killing Fields, reż. Roland Joffé) z tego samego roku.
Włoski altowiolista Marco Misciagna zaaranżował i opublikował ten utwór na altówkę solo.